# Flextronics
Flextronics International Ltd. este o companie multinațională cu sediul central în Singapore, care furnizează servicii de manufacturare a produselor electronice (EMS). Prezentă în 30 de țări, inclusiv în România prin filiala Flextronics România din Timișoara, compania a avut o cifră de afaceri de 30,9 miliarde USD în anul fiscal 2009, cu o creștere cu 12,3% față de anul precedent  și cu un profit brut de $1,3 miliarde . În iunie 2007, Flextronics a anunțat achiziționarea companiei rivale Solectron pentru suma de $3,6 miliarde, devenind unul din liderii industriei serviciilor de manufacturare a produselor electronice, cu peste 200.000 de angajați.